# ナツ＝シャーヴェス
ナツ＝シャーヴェス（伊: Naz-Sciaves ; 独: Natz-Schabs ナッツ＝シャープス）は、イタリア共和国トレンティーノ＝アルト・アディジェ州ボルツァーノ自治県にある、人口約3,200人の基礎自治体（コムーネ）。
リンゴの栽培が盛ん。イザルコ渓谷地域共同体の一部である。

## 地理

### 位置・広がり

#### 隣接コムーネ
隣接するコムーネは以下の通り。
- ブレッサノーネ
- フォルテッツァ
- ルゾーン
- リオ・ディ・プステリーア
- ロデンゴ
- ヴァルナ

## 行政

### 分離集落
ナツ＝シャーヴェスには、以下の分離集落（フラツィオーネ）がある。
- Naz, Rasa (Raas), Aica (Aicha), Fiumes (Viums), Raut.

## 住民

### 言語
| 言語集団調査（2011年） | 言語集団調査（2011年） | 言語集団調査（2011年） | 言語集団調査（2011年） | 言語集団調査（2011年） |
| ---------------------- | ---------------------- | ---------------------- | ---------------------- | ---------------------- |
|                        |                        |                        |                        |                        |
| ドイツ語               | ドイツ語               |                        | 93.54%                 | 93.54%                 |
| イタリア語             | イタリア語             |                        | 5.49%                  | 5.49%                  |
| ラディン語             | ラディン語             |                        | 0.97%                  | 0.97%                  |

2011年に行われた、住民がドイツ語・イタリア語・ラディン語のいずれの「言語集団」に属するかの調査によれば（ボルツァーノ自治県#言語集団調査参照）、住民の約94%がドイツ語話者である。